# امیرحسین یحیی‌زاده
امیرحسین یحیی‌زاده (زادهٔ ۱۷ فوریهٔ ۱۹۹۸) بازیکن فوتبال اهل ایران است که در پست وینگر برای باشگاه فوتبال مس شهربابک بازی می‌کند.